# 수산학
수산학(水産學)은 어패류를 중심으로 수생 생물에 대한 어획, 가공, 유통까지 수산업 전체를 연구하는 학문 체계이다. 해양학과 혼동되는 경우도 있지만, 차이점이 있다.

## 같이 보기
- 분류:수산업 연구소